# Диценг

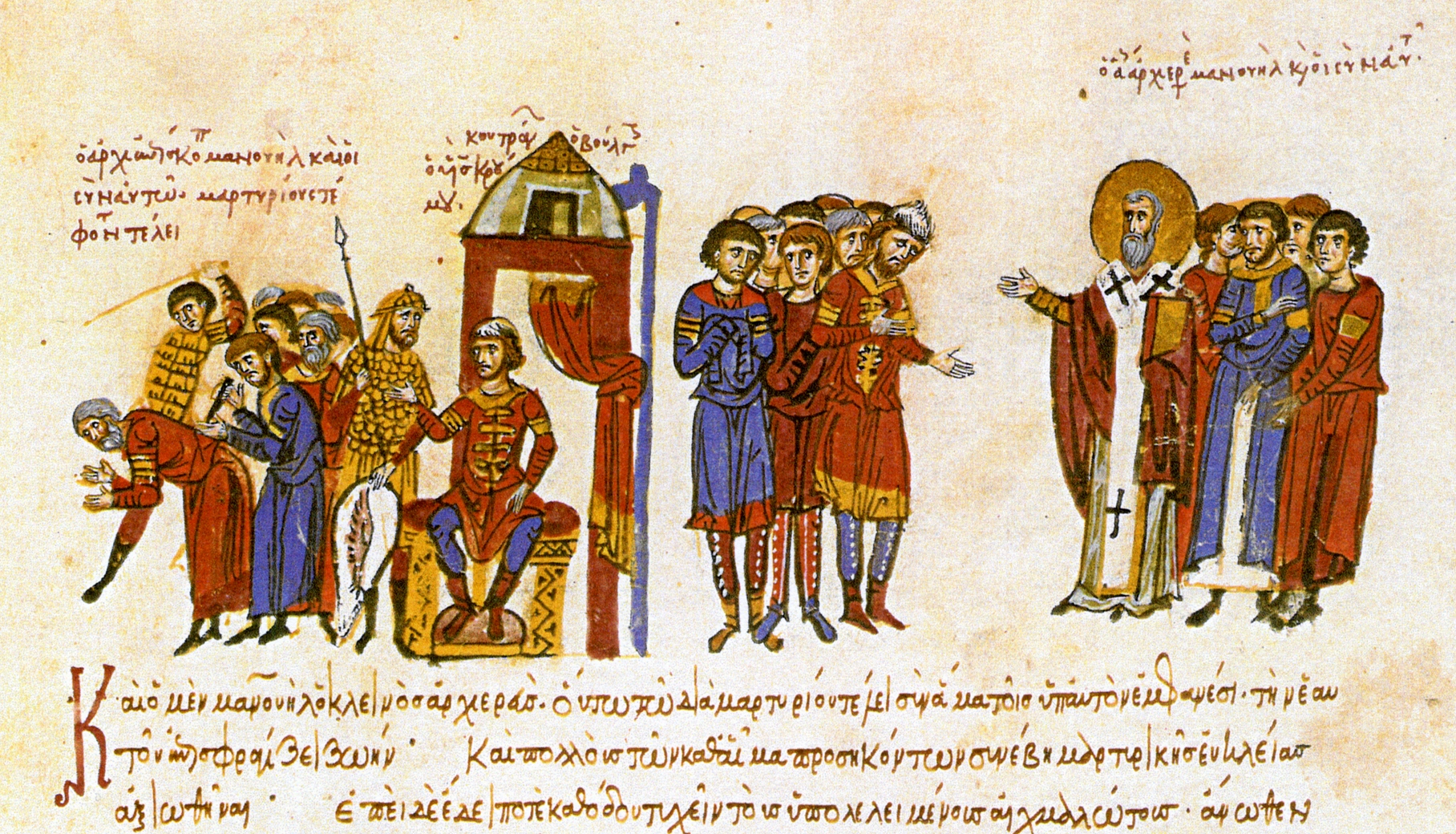
Казнь епископа Мануила (на престоле — хан Омуртаг).
Миниатюра из рукописи «Мадридский Скилица»

Диценг (ср.-греч. Δίτζευγος; убит в 815) — правитель Болгарии в 814—815 годах.

## Биография
В «Синаксаре Константинопольской церкви» и «Минологии» византийского императора Василия II Болгаробойцы сообщается о трёх правителях Болгарии, властвовавших над страной сразу после хана Крума: Дукуме, Диценге и Цоке. Первые два упоминаются в «Синаксаре», третий — в «Минологии».
На основании этих свидетельств рядом медиевистов делается вывод, что хан Омуртаг, сын Крума, мог взойти на престол только через некоторое время после скоропостижной смерти отца 13 апреля 814 года. О характере и продолжительности властвований Дукума и Диценга идут дискуссии. Среди современных историков не нашло однозначной поддержки предположение, что тех следует рассматривать только как действовавших по приказаниям Омуртага боляр. По широко распространённому мнению, после смерти Крума в Болгарии началась борьба за власть, победу в которой одержал Дукум, которому затем наследовал Диценг. Сторонники этой теории считают их полновластными правителями болгар. Однако они оба занимали престол непродолжительное время и были сменены Омуртагом, начало правления которого различными авторами датируется или тем же 814 годом, или мартом 815 года, или временем не позднее конца 815 года, или 816 годом, или даже 819 годом. В то же время ряд историков отмечает, что в других (кроме «Синаксаря Константинопольской церкви» и «Минология Василия II») византийских источниках преемником Крума называется Омуртаг. На этом основании они считают Дукума, Диценга и Цока только регентами при тогда ещё несовершеннолетнем Омуртаге. По ещё одному мнению, во время начавшейся после смерти Крума в Болгарии междоусобицы в некоторых частях страны власть захватили представители высшей знати. Среди таких персон были и Дукум с Диценгом. Сохранение же в византийской агиографической литературе воспоминаний о них как непосредственных преемниках Крума, вероятно, связано с активным участием Диценга и Цока в преследованиях и казнях находившихся в болгарском плену христиан.
Как бы то ни было, каким бы статусом Дукум и Диценг не обладали, вероятно, именно они осуществляли реальную власть над болгарами после смерти Крума. Предполагается, что оба они были его близкими родственниками: при Круме бывший кавханом Дукум — братом или старшим сыном умершего хана, а Диценг — ещё одним братом или вторым из сыновей. Скорее всего, именно Дукум стал непосредственным преемником Крума. Однако уже вскоре (возможно, весной того же 814 года) он умер и ему наследовал Диценг.
Как и его предшественник Диценг продолжил начатую Крумом войну с Византией, «высокомерно» отвергнув предложение императора Льва V Армянина о мире. Однако, возможно, именно при нём болгары потерпели тяжёлое поражение в сражении при Месембрии. По свидетельствам Продолжателя Феофана, Иосифа Генезия и Иоанна Скилицы, византийцы отметили свою победу зверствами над пленными болгарами. В «Синаксаре Константинопольской церкви» утверждается, что в ответ на успехи византийцев Диценг обрушил жестокие преследования на находившихся в болгарском плену христиан. В начале 815 года по приказу правителя болгар были казнены 377 византийцев во главе с епископом Адрианополя Мануилом. Димитрий Ростовский так описывал мученическую кончину епископа: «Диценг, властитель грозный и бесчеловечный … приказал распилить надвое епископа адрианопольского Мануила и отрубить у плеч руки святителя, после чего священные его останки брошены были на съедение псам».
Однако уже вскоре после казней — в «Синаксаре Константинопольской церкви» сообщается, что всего приблизительно через год после смерти Дукума — Диценг лишился власти: по болгарскому обычаю после того как он неожиданно ослеп, его задушили приближённые. По утверждениям византийских авторов, смерть правителя болгар была божественной карой за насилия над христианами. После убийства Диценга вся власть над болгарами перешла к Омуртагу (младшему сыну Крума), поспешившему уже зимой 815/816 года заключить со Львом V Армянином выгодный для себя мирный договор.

## Комментарии
1. ↑  Хотя в «Минологии Василия II» Цок назван правителем болгар, скорее всего, эти сведения ошибочны, так как в более достоверных средневековых источниках он упоминается только как военачальник[3][6][10].
2. ↑  Мнение о том, что Дукум и Цок — одна персона[3][11], не получило широкой поддержки современных историков[6][8].
3. ↑  Точная дата сражения при Месембрии неизвестна. В византийских источниках о ней сообщается после взятия Крумом Адрианополя осенью 813 года и до заключения Омуртагом мира с Византией зимой 815/816 года. Эта неопределённость позволяет современным историкам относить сражение к правлениям разных болгарских властителей: Крума[9][24][25], Диценга[4] или Омуртага[3][17][26].
4. ↑  Сторонники мнения, что Круму наследовал непосредственно Омуртаг, считают именно этого хана инициатором казней византийских христиан (в том числе, и Мануила Адрианопольского). В «Жизнеописаниях византийских царей» Продолжателя Феофана причиной казней названо распространение пленными византийцами христианства среди подвластных хану болгар и славян[16][20][28].
5. ↑  В «Минологии Василия II» утверждается, что епископ Мануил был казнён вскоре после взятия в 813 году Адрианополя болгарами. В этом источнике ответственность за казни христиан возложена на Цока[6][10][29].
6. ↑  По утверждению С. Рансимена, по приказу Диценга у Мануила Адрианопольского только были изувечены руки, а казнён он был уже по повелению хана Омуртага[30].